# Kap Kater
Kap Kater ist ein von Felsen gesäumtes Kap, das die Westseite der Einfahrt zur Charcot-Bucht an der Davis-Küste des Grahamlands auf der Antarktischen Halbinsel markiert.
Kartiert wurde das Gebiet um das Kap vom britischen Polarforscher Henry Foster bei seiner Antarktisreise (1828–1832) mit der HMS Chanticleer. Foster benannte das Kap nach dem britischen Physiker Henry Kater (1777–1835), der an den Expeditionsvorbereitungen beteiligt war. Eine detailliertere Kartierung nahmen Teilnehmer der Schwedischen Antarktisexpedition (1901–1903) unter der Leitung Otto Nordenskjölds vor. Dessen Benennung Kap Gunnar setzte sich nicht durch.